# Pala Colonna (Raffaello)

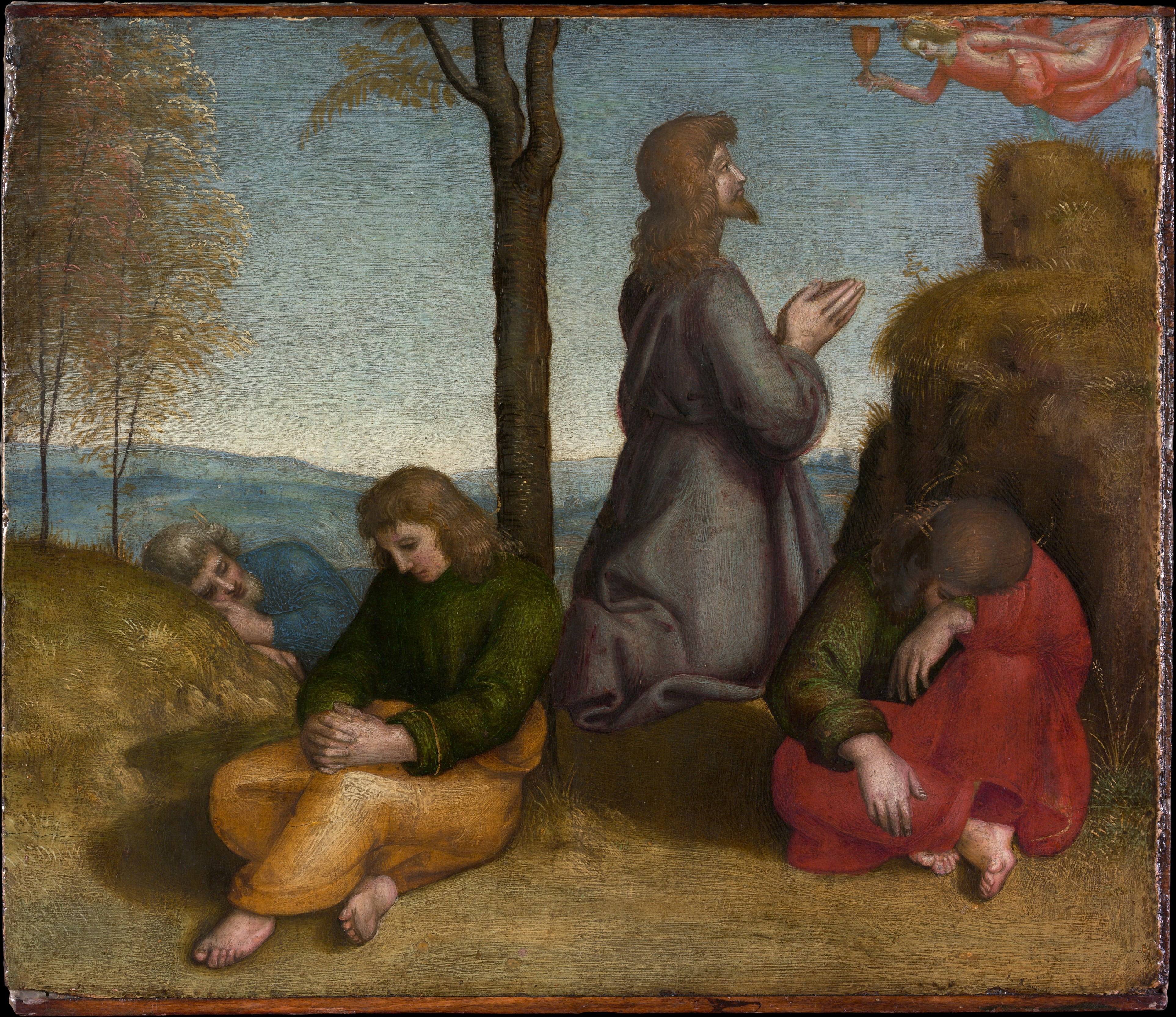
L'orazione nell'Orto

La Pala Colonna è un dipinto a olio su tavola (242x169,5 cm) di Raffaello Sanzio, databile al 1503-1505 circa e conservato, nei pannelli principali, al Metropolitan Museum di New York.

## Storia e descrizione

### Scomparto principale e lunetta
Nel 1503, dopo alcuni successi a Città di Castello, il giovanissimo Raffaello, erede di una bottega artistica dal padre prematuramente scomparso, inizia a ricevere alcune importanti commissioni per pale d'altare da altri centri, in particolare da Perugia, uno dei centri artistici più vitali del centro Italia.
In quell'anno probabilmente le monache di Sant'Antonio richiesero una pala al Sanzio, facendo l'esplicita richiesta, come ricorda Vasari, di rappresentare Gesù Bambino vestito. L'opera, avviata in Umbria (come dimostra il sapore ancora peruginesco della lunetta), venne completata quando già l'artista risiedeva a Firenze, in uno o più dei suoi viaggi in Umbria, entro il 1505 circa.
La tavola principale mostra una sacra conversazione con la Madonna col Bambino, san Giovannino e i santi Pietro, Caterina d'Alessandria, Margherita (o Cecilia) e Paolo (169x169,5 cm), sormontata da una lunetta con l'Eterno tra due angeli (73x168 cm). Queste due parti principali vennero autorizzate ad essere cedute nel 1677, finendo nelle proprietà di Antonio Bigazzini di Perugia. Passate nelle raccolte dei principi Colonna a Roma, e in quelle di Francesco I delle Due Sicilie, vennero trasferite in Spagna nel 1861 da Francesco II. Qui, nel 1901 le acquistò Pierpont Morgan, che poi le lasciò al museo americano.
La sacra conversazione della tavola centrale mostra una scioltezza che ha fatto pensare alle opere del periodo fiorentino, con il gruppo centrale raccolto attorno alla figura di Maria in trono e il vivace colloquio tra i due fanciulli, all'insegna di uno schema monumentale ma anche libero da una forte presenza architettonica, soprattutto ai lati. Lo stratagemma della tenda infatti amplifica la sensazione di uno spazio che circola tutt'intorno. Dietro Maria si trova un panno steso di ricco broccato, espediente che rimanda alla scuola veneta.
L'influenza di Perugino si riscontra ancora forte nelle pose flessuose delle sue sante, col capo ritmicamente inclinato; al contempo però Raffaello si allontanava dal maestro rendendo maggiormente i volumi e trattando i colori in maniera diversa, più intensi e con una maggiore profondità delle sfumature. Particolarmente innovativi sono i santi in primo piano, che rimandano alla conoscenza delle opere di Giovanni Bellini e Fra Bartolomeo. Essi hanno gli sguardi messi in risalto e danno la singolare sensazione di percepire lo spettatore, pur senza fissarlo direttamente.

### Predella
La predella invece era già stata ceduta nel 1663 a Cristina di Svezia e, dopo essere passata per varie collezioni, si trovò in quella del duca d'Orleans, disperdendosi quando venne venduta. Oggi si conoscono almeno tre scomparti:
- Orazione nell'orto, 24x28 cm, New York, Metropolitan Museum of Art
- Pietà, 24x28 cm, Boston, Isabella Stewart Gardner Museum
- Andata al Calvario, 23x85 cm, Londra, National Gallery

Tra le scene figurate, o alle estremità, dovevano trovarsi dei santi a tutta figura, dei quali si conoscono due pezzi:
- San Francesco d'Assisi, 24x16 cm, Dulwich, Dulwich Picture Gallery
- Sant'Antonio da Padova, 24x16 cm, Dulwich, Dulwich Picture Gallery

Essi sono in cattive condizioni di conservazione e non tutti li giudicano interamente autografi. Esiste un terzo santo francescano simile per stile e dimensioni (26x17 cm) nella Gemäldegalerie di Dresda, riferito a quest'opera solo da Adolfo Venturi.
Esistono vari disegni preparatori della lunetta e delle tavole della predella.
Predella della Pala Colonna